# Kenneth Anthony Wright
Kenneth Anthony Wright (East Tuddenham, 5 juni 1899 – Londen, 15 januari 1975) was een Brits componist en dirigent.

## Leven
Wright deed zijn studies voor mechaniek en elektrotechniek aan de Universiteit van Sheffield in Sheffield. Als technicus kreeg hij een baan bij de British Broadcasting Corporation (BBC) en was van 1922 tot 1959 medewerker in de muziekafdeling van de BBC in Londen. In 1922 werd hij de eerste directeur van de BBC in Manchester. Van 1923 tot 1930 werd hij persoonlijke assistent van Percy Pitt. Van 1930 tot 1937 was hij de persoonlijke assistent van Sir Adrian Boult. Van 1940 tot 1942 was hij directeur van het BBC muziekprogramma in Engelstalige landen op de andere kant van de atlantic, in Zuidoost-Azië alsook in Australië en Nieuw-Zeeland. Van 1951 tot 1959 was hij de verantwoordelijke leider van de muziekproducties van de BBC televisie. Sinds 1959 was hij tot zijn pensionering directeur van de Robert Maxwell Film Companies. 
Als dirigent en componist stond hij de blaasmuziek bij. Hij componeerde werken voor diverse ensembles, zoals orkesten, harmonieorkesten (military bands), brass-bands en schreef werken tot kort voor het overleden.

## Composities

### Werken voor orkest
- Bohemia, fantasie
- Daddy Long-Legs
- Dainty Lady, intermezzo
- Dancing with the Daffodils
- Perky Pizzicato, voor strijkers
- Scherzo - on a Newfoundland song
- The Killigrew's Soirée
- Tobacco Suite
  1. Military Shag, mars
  2. Old Havana, tango
  3. Snuff, scherzo
  4. Virginia, lullaby
  5. Irish Twist

### Werken voor harmonieorkesten en brass-bands
- 1935 Pride of Race, suite  (was verplicht werk op de National Brass Band Championships in 1935 and at the Open Brass Band Championships in 1945)
- 1936 Homage to Liszt
- 1938 Irish Merry
- 1944 Peddars' Way
- 1968 Dancing Valley
- 1968 The Killigrew's Soirée
- 1971 A Rhapsody for Leicastershire

### Kamermuziek
- The Brushwood Squirrel, voor viool en piano

### Werken voor piano
- Six Fantasy Pictures from a Pantomime, suite

- Gemeinsame Normdatei: 1042919836
- International Standard Name Identifier: 0000 0004 1754 3124
- Library of Congress Control Number: nb2001080837
- Virtual International Authority File: 29036720
- WorldCat: E39PBJwHgp7WX7tCyQYWJbj9jC